# Sigitas Karbauskas
Sigitas Karbauskas (* 30. August 1962 in Varniai, Litauische Sozialistische Sowjetrepublik) ist ein litauischer Politiker.

## Leben
1985 absolvierte er das Diplomstudium der Agronomie an der Lietuvos žemės ūkio akademija.
Er war Gehilfe von Petras Gražulis im Seimas. Danach war er Inhaber eigenes Unternehmens. 2011 war er  Bürgermeister und ist von 2011 bis 2015 Mitglied im Rat der Rajongemeinde Klaipėda.
Er ist Mitglied der Tvarka ir teisingumas. 

## Quelle
- 2011 m. Lietuvos savivaldybių tarybų rinkimai

| Personendaten    | Personendaten                  |
| ---------------- | ------------------------------ |
| NAME             | Karbauskas, Sigitas            |
| KURZBESCHREIBUNG | litauischer Politiker          |
| GEBURTSDATUM     | 30. August 1962                |
| GEBURTSORT       | Varniai, Rajongemeinde Telšiai |